# Adoração dos Magos

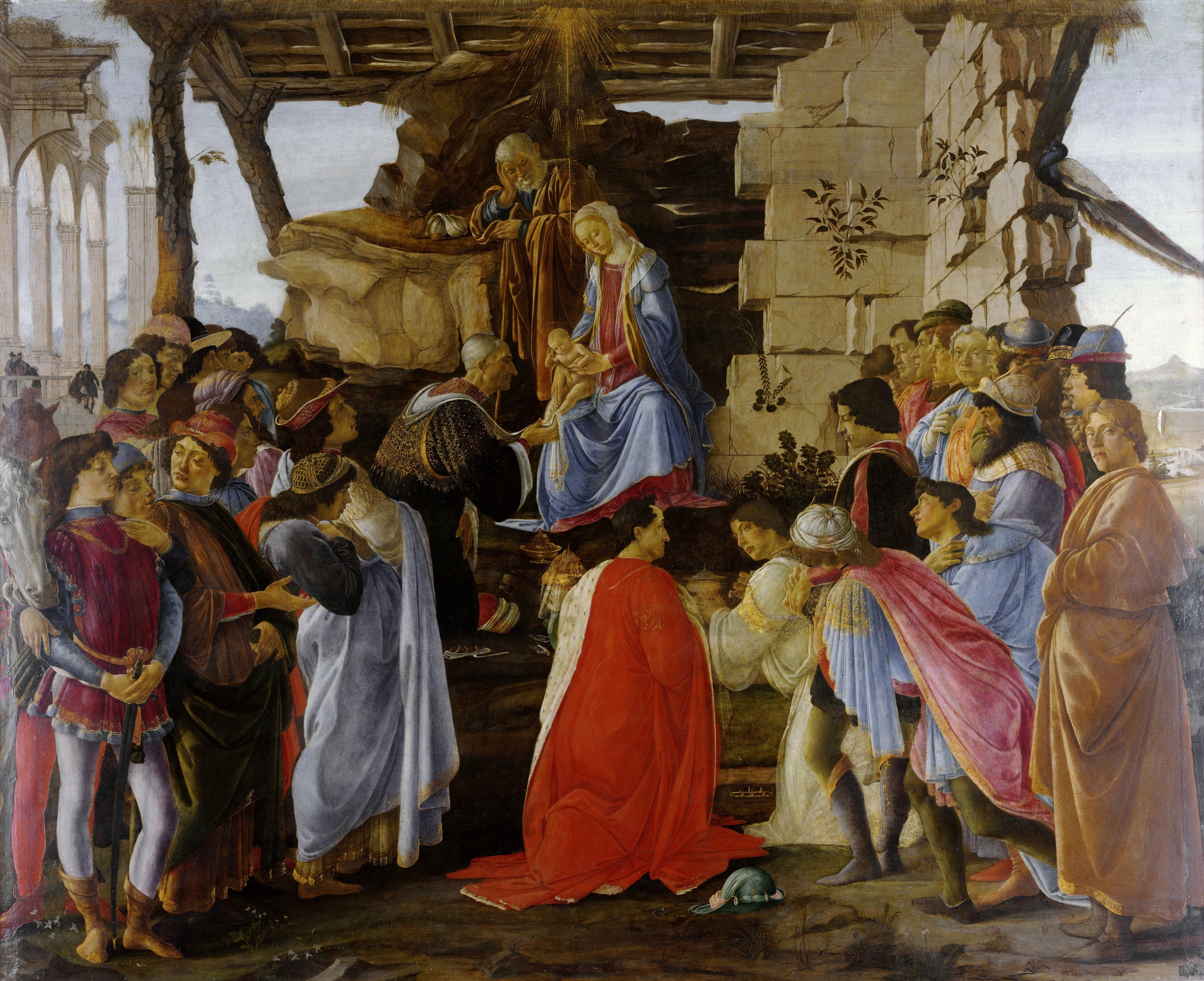
Adoração dos Reis Magos.
1475. Por Botticelli, atualmente na Galeria Uffizi, em Florença.

A Adoração dos Reis Magos (do título da seção em latim da Vulgata, A Magis adoratur) é o nome tradicionalmente dado ao tema cristão parte da Natividade, no qual os três reis magos, representados como reis especialmente no ocidente, tendo encontrado Jesus ao seguir a estrela de Belém, colocam aos pés do Menino Jesus presentes de ouro, incenso e mirra. Eles também o adoram como "rei dos judeus". Este evento foi relatado em Mateus 2:11.
No calendário da igreja, este evento é comemorado no cristianismo ocidental como a festa da Epifania (nos países lusófonos, o chamado Dia de Reis), em 6 de janeiro. A Igreja Ortodoxa comemora a Adoração dos Magos no Natal, em 25 de dezembro. A iconografia cristã expandiu consideravelmente o parco relato dos magos no Evangelho de Mateus, que se passa em Mateus 2:1–11 e o utilizou para sublinhar a questão de que Jesus foi reconhecido, desde o início, como rei de toda a terra.

## História

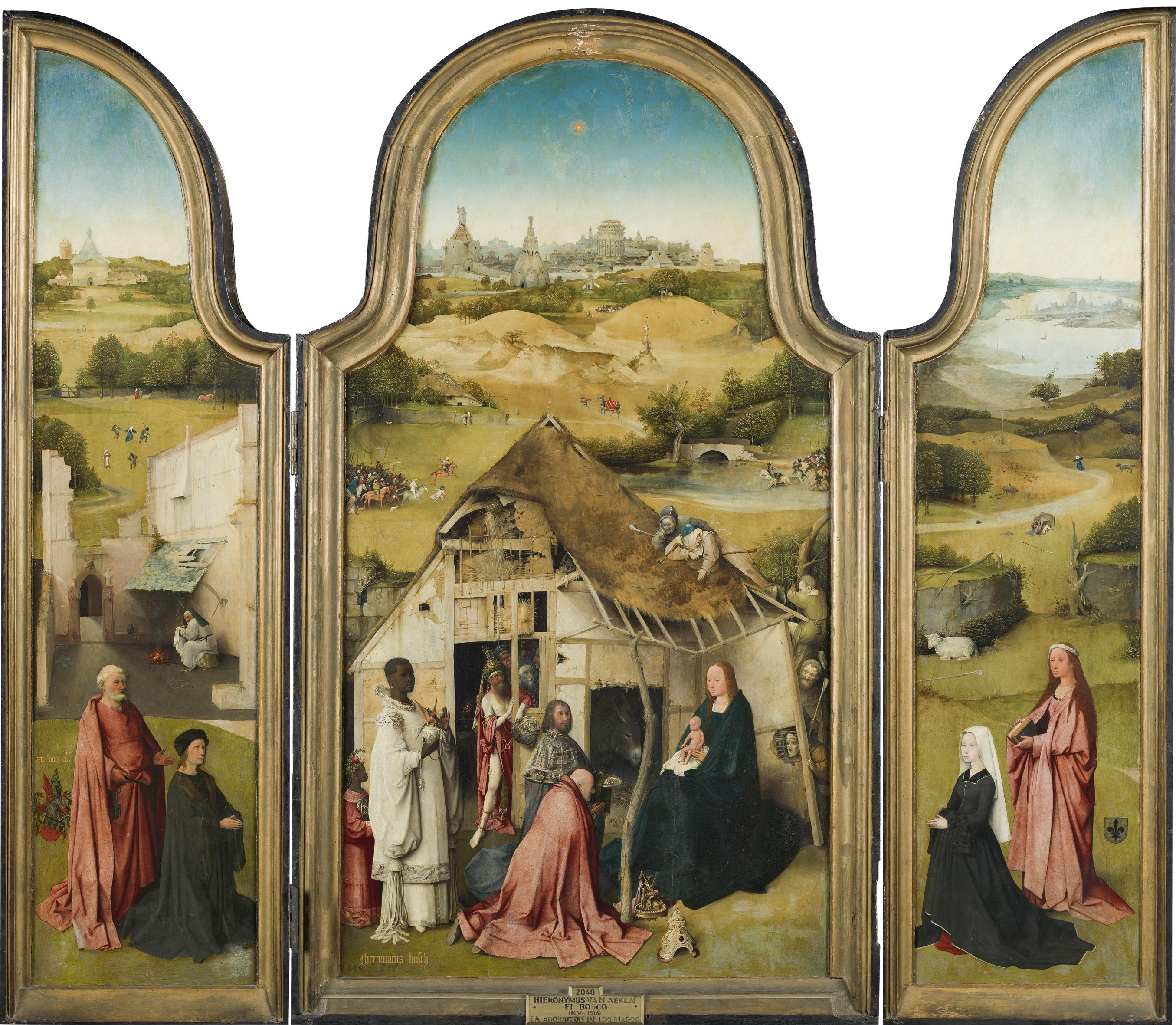
Adoração dos Magos.
1495. Tríptico de Hieronymus Bosch, atualmente no Museu do Prado, em Madrid.

Nas primeiras representações, os magos aparecem vestindo roupas persas: calças e chapéus frígios, geralmente de perfil, avançando lentamente com os presentes adiante. Estas imagens adaptaram poses da Antiguidade tardia de bárbaros se submetendo ao imperador romano, presenteando-os com ramos de ouro. Elas também estão relacionadas com as imagens de portadores de tributos de várias culturas mediterrâneas e do Oriente Médio desde muitos séculos antes. As representações mais antigas são das pinturas nas catacumbas e relevos nos sarcófagos, no século IV. As coroas apareceram pela primeira vez no século X, principalmente no ocidente, onde o penteado já perdera, na época, qualquer traço oriental na maioria das vezes.
As imagens bizantinas posteriores geralmente mostram pequenos chapéus quadrados, cujo significado é contestado. Os magos geralmente são da mesma idade até este período, mas então a ideia de mostrar as três idades do homem foi introduzida: um exemplo particularmente belo pode ser visto na fachada da Catedral de Orvieto. A cena foi uma das mais importantes dos ciclos da Vida da Virgem e também da Vida de Cristo.
Ocasionalmente, a partir do século XII, e com muita frequência na Europa Setentrional a partir do século XV, os magos também começam a representar as três partes conhecidas do mundo: Baltazar é geralmente mostrado como um jovem africano ou mouro, enquanto que o velho Gaspar recebe traços ou, mais frequentemente roupas, orientais. Belchior representa a Europa e tem meia-idade. A partir do século XIV, grandes comitivas aparecem seguindo-os, os presentes também passam a ser guardados em espetaculares exemplares de ourivesaria e as roupas dos magos recebem cada vez mais atenção. Por volta do século XV, a "Adoração dos Magos" se torna em geral a peça de coragem do artista, onde ele pode mostrar sua habilidade com cenas complexas e lotadas, envolvendo cavalos e camelos, mas também com diversas texturas diferentes: a seda, as peles, jóias e ouro do grupo dos reis magos contra a madeira do estábulo, a palha da manjedoura de Jesus e a roupa humilde de José e dos pastores.
A cena geralmente inclui uma grande diversidade de animais também: o touro e o jumento da cena do nascimento geralmente continuam ali, mas há também cavalos, camelos, cachorros e falcões dos reis e sua comitiva, além de outros animais, como pássaros nas traves do estábulo. A partir do século XV, a "Adoração dos Magos" passou a ser geralmente representada com a Adoração dos Pastores, a partir do relato de Lucas 2:8–20, uma oportunidade de trazer ainda mais diversidade humana e animal; em algumas composições (trípticos, por exemplo), as duas cenas aparecem em pontas opostas ou como pendentivas da cena central, geralmente o Nascimento de Jesus.
A "Adoração dos Magos" no berço ou manjedoura é geralmente o tema central, mas também a sua chegada, chamada de Procissão dos Magos, também aparece no fundo distante de uma cena da Natividade ou como um tema separado. Outros temas incluem a Viagem dos Magos, onde eles e, talvez, sua comitiva são as únicas figuras, e as relativamente incomuns cenas do encontro com Herodes, o Grande e o chamado "Sonho dos Magos.
A utilidade do tema para a igreja e os desafios técnicos envolvidos na sua representação artística tornaram a "Adoração dos Magos" um tema favorito da arte cristã: principalmente a pintura, mas também a escultura e mesmo a música (como a ópera de Gian-Carlo Menotti Amahl e os Visitantes Noturnos).

## Representações na arte
Centenas de artistas já representaram a "Adoração dos Magos". Entre eles estão Bosch, Botticelli, Dürer, Giotto, Fra Angelico, Leonardo da Vinci, Mantegna, Murillo, Perugino, Rubens, Rembrandt, Velazquez e Lavinia.
- A Adoração dos Magos (Botticelli)
- A Adoração dos Magos (Leonardo da Vinci)
- Adoração dos Magos (André Gonçalves)
- Adoração dos Magos (Sequeira)
- Adoração dos Reis Magos (Grão Vasco)
- Adoração dos Reis Magos (Vicente Gil)

## Galeria

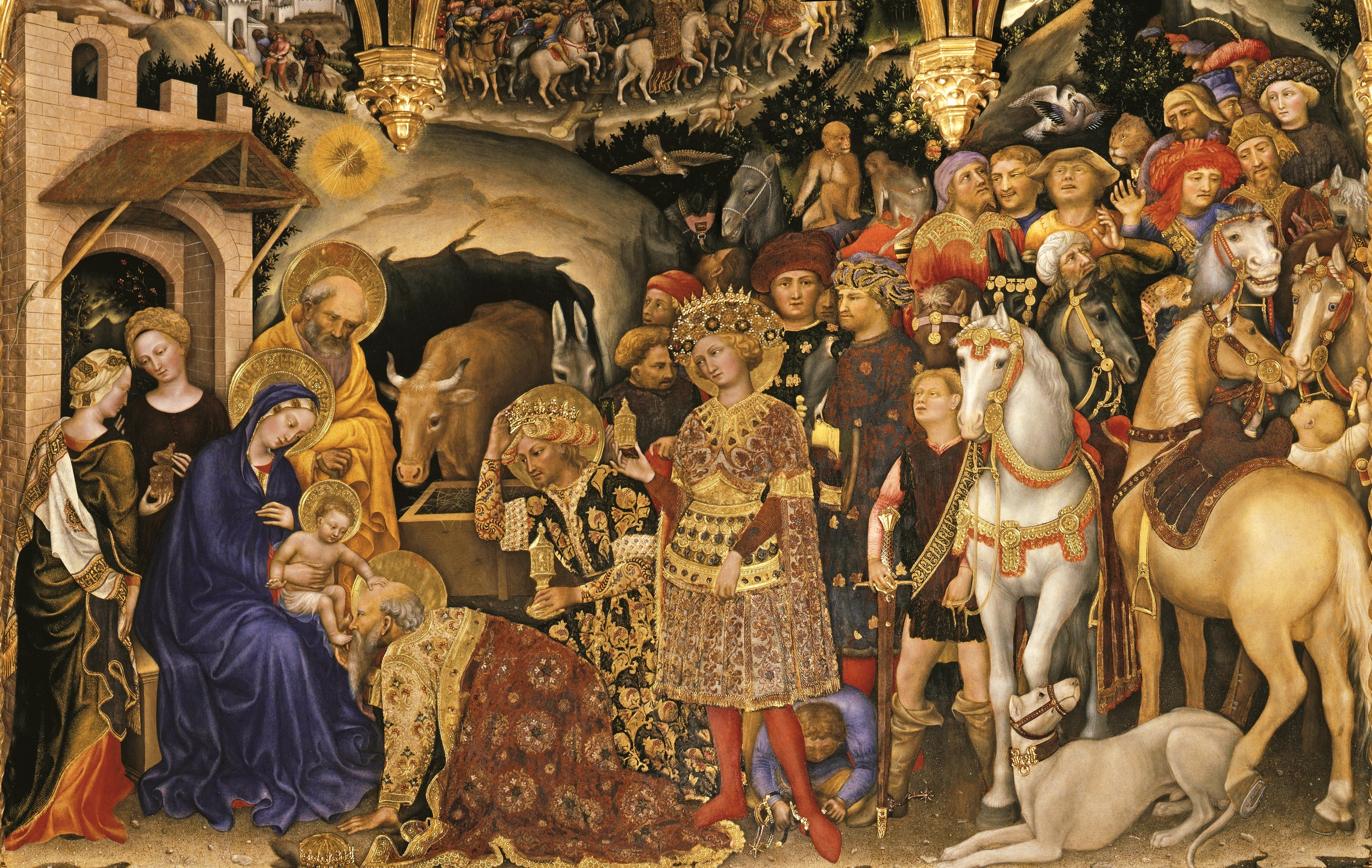
Gentile da Fabriano, 1423
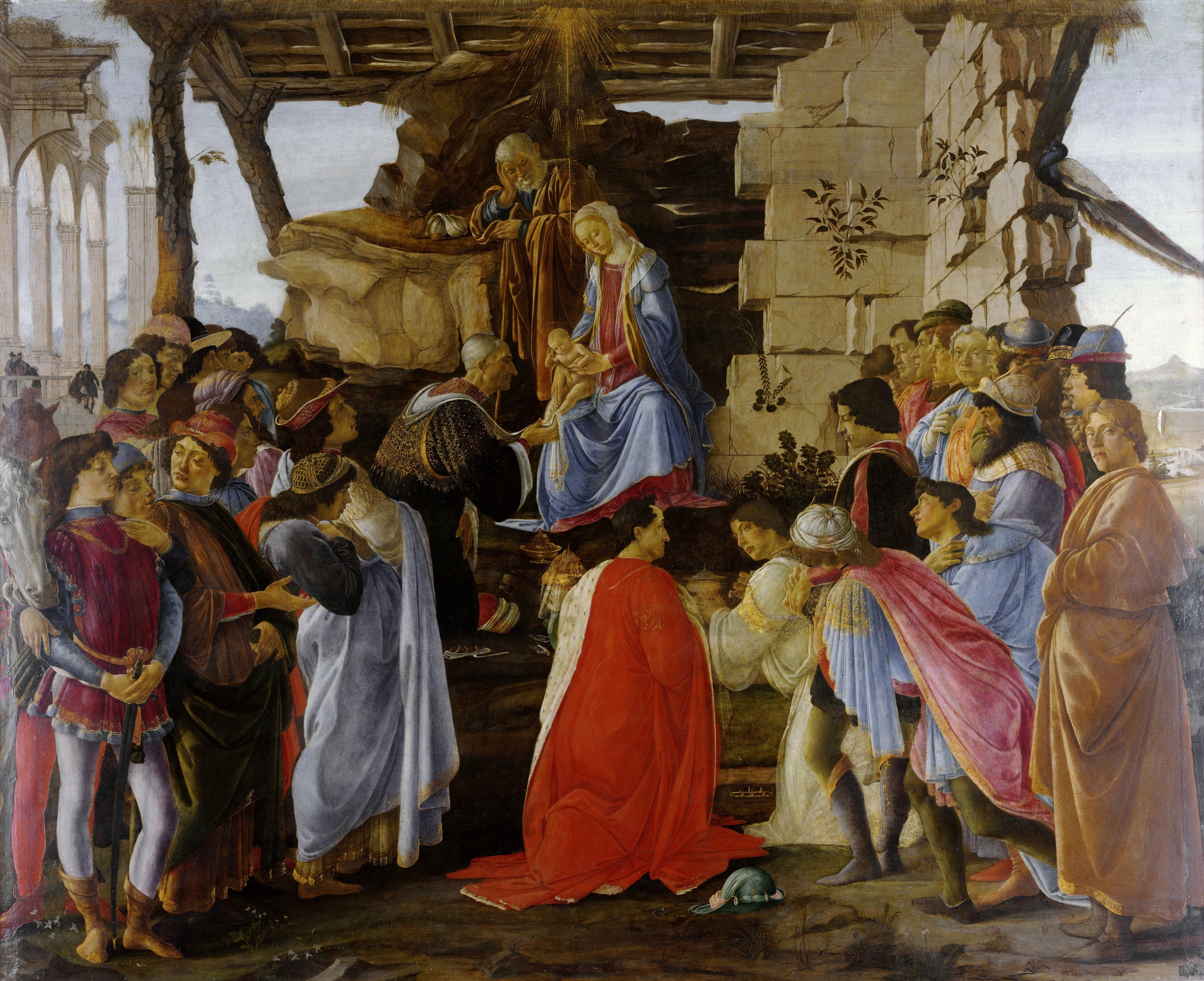
Botticelli, 1475
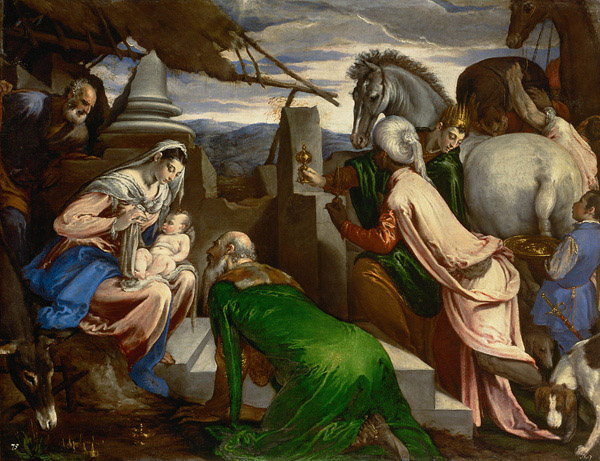
Jacopo da Ponte, 1563-1564
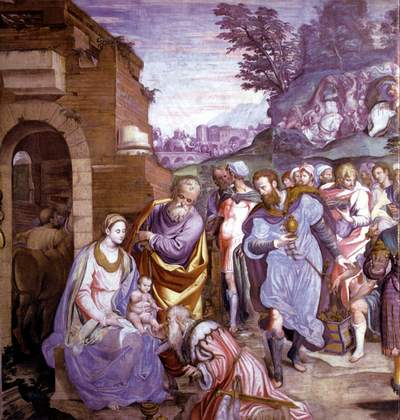
Simone Peterzano, século XVI
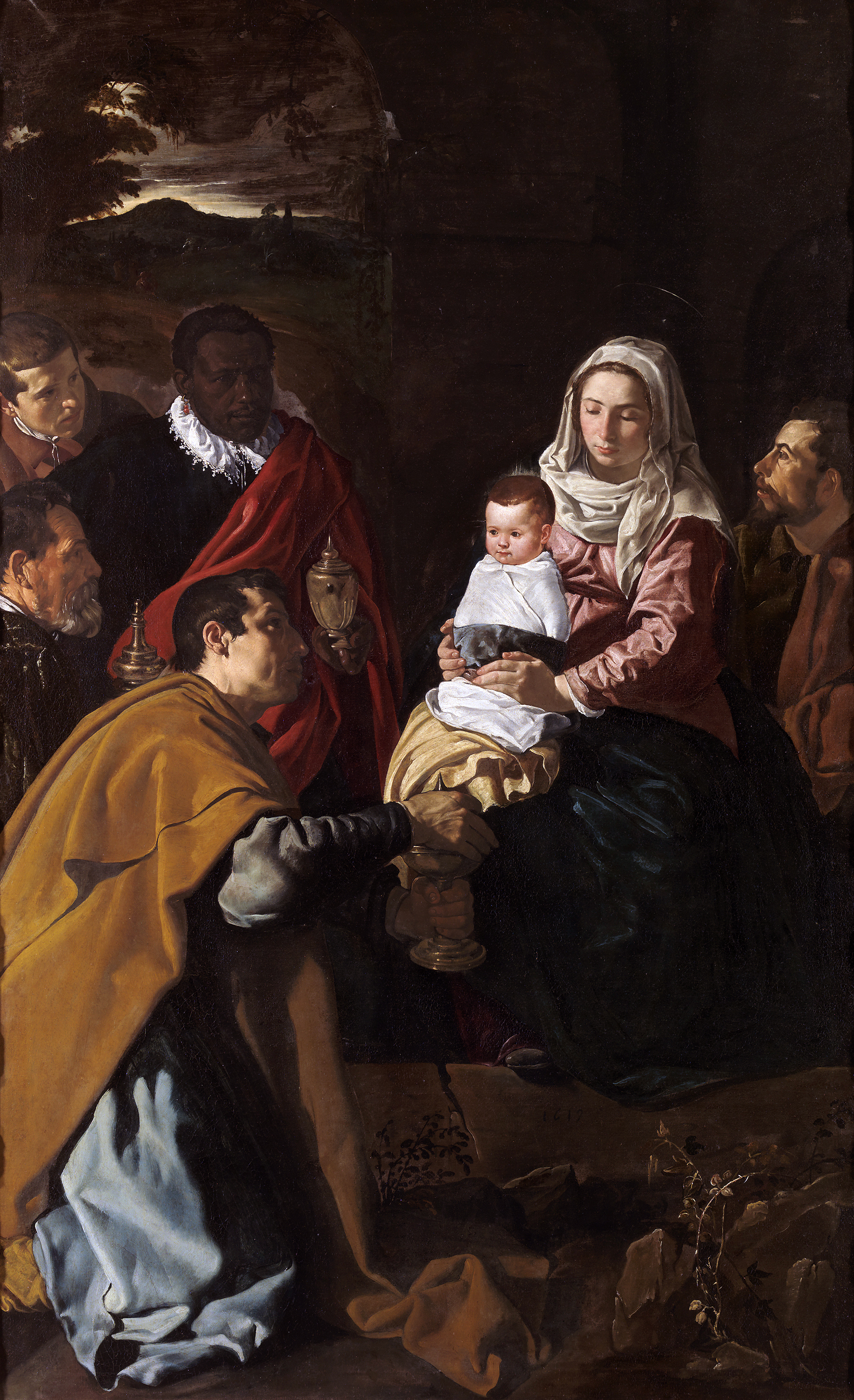
Diego Velázquez, 1619
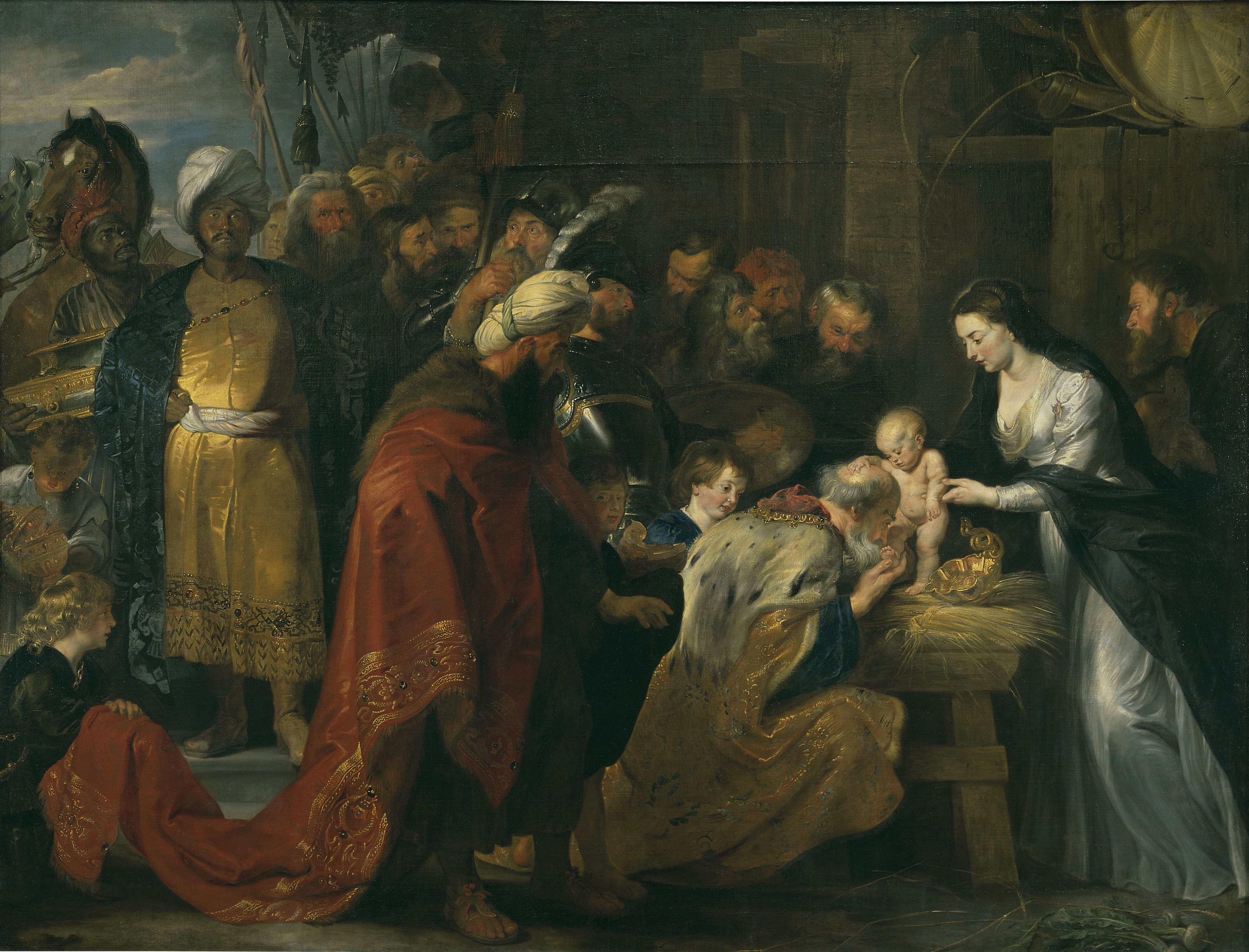
Rubens, ca. 1617-18
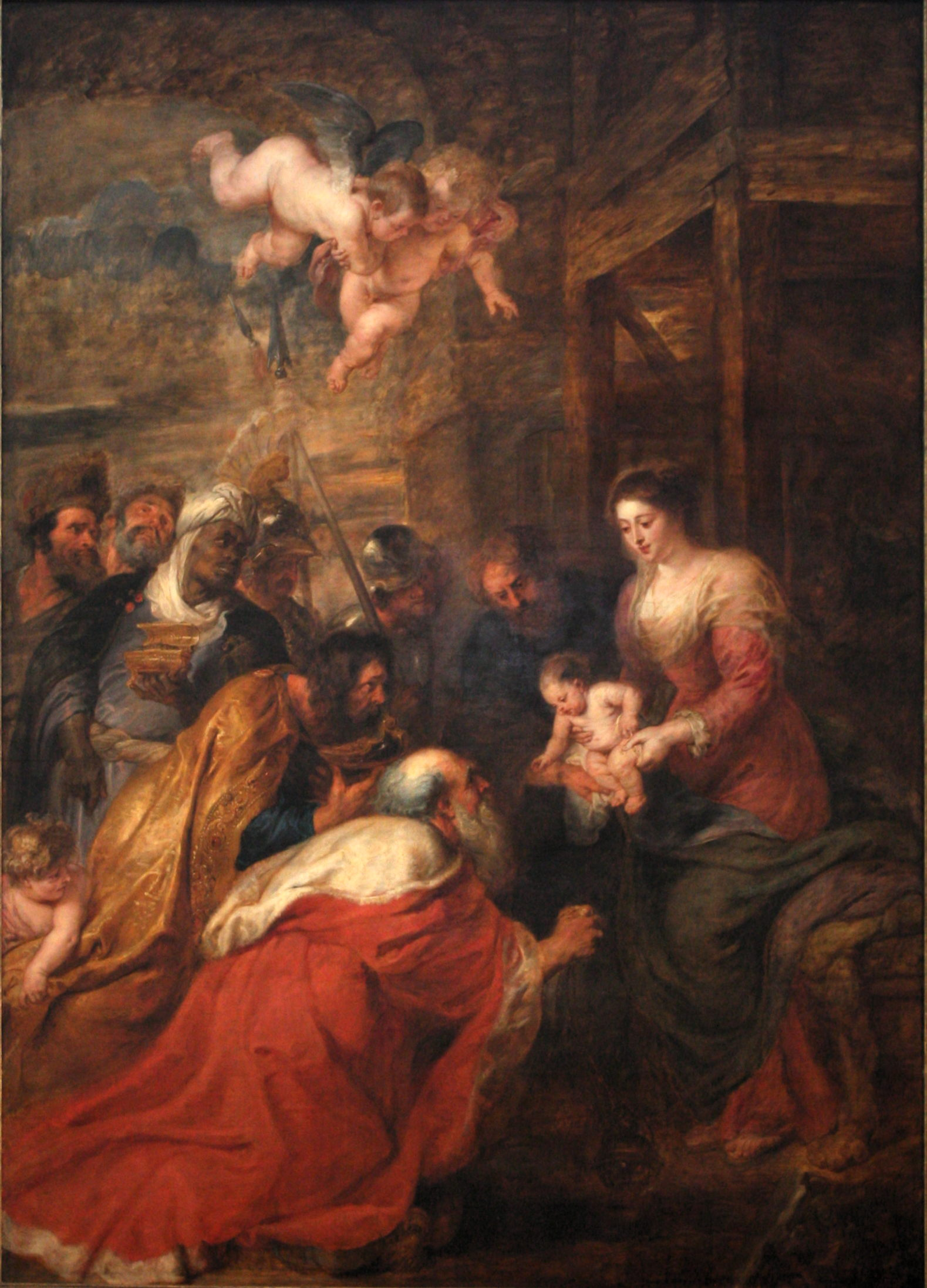
Rubens, 1634
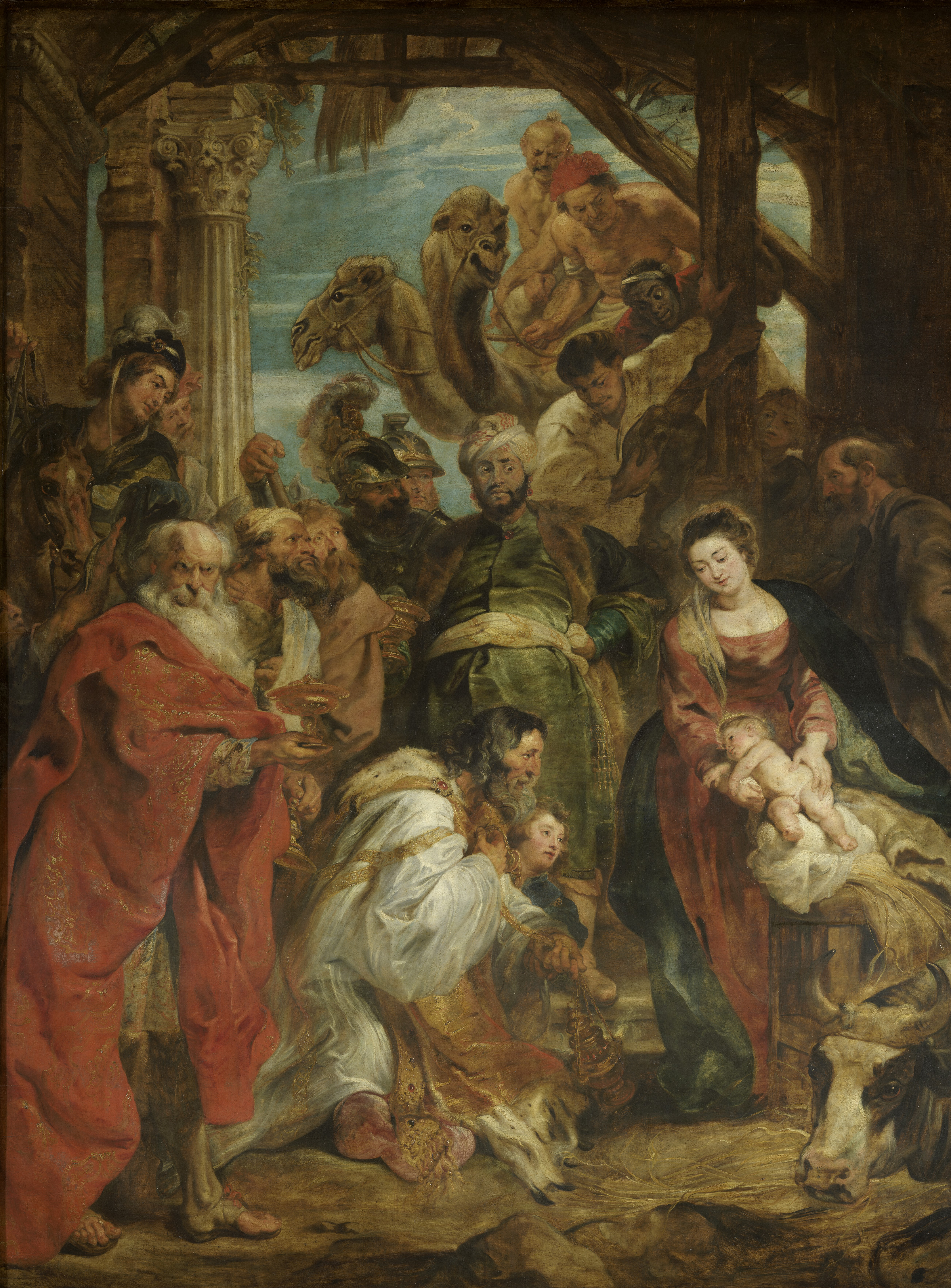
Aanbidding door de koningen, Peter Paul Rubens, (1624), Museu Real de Belas Artes de Antuérpia, 298
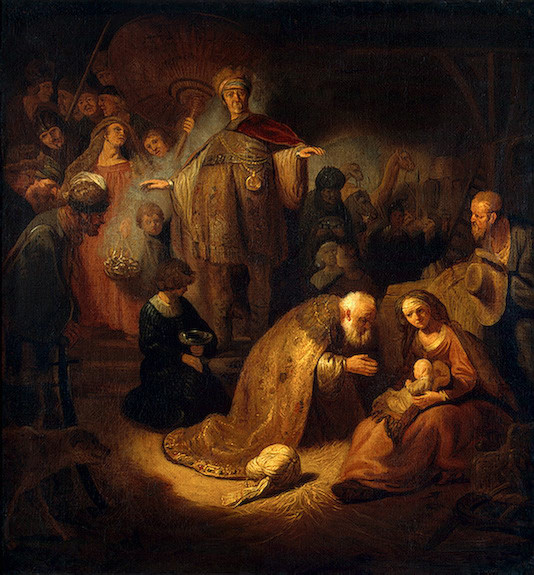
Rembrandt, 1632
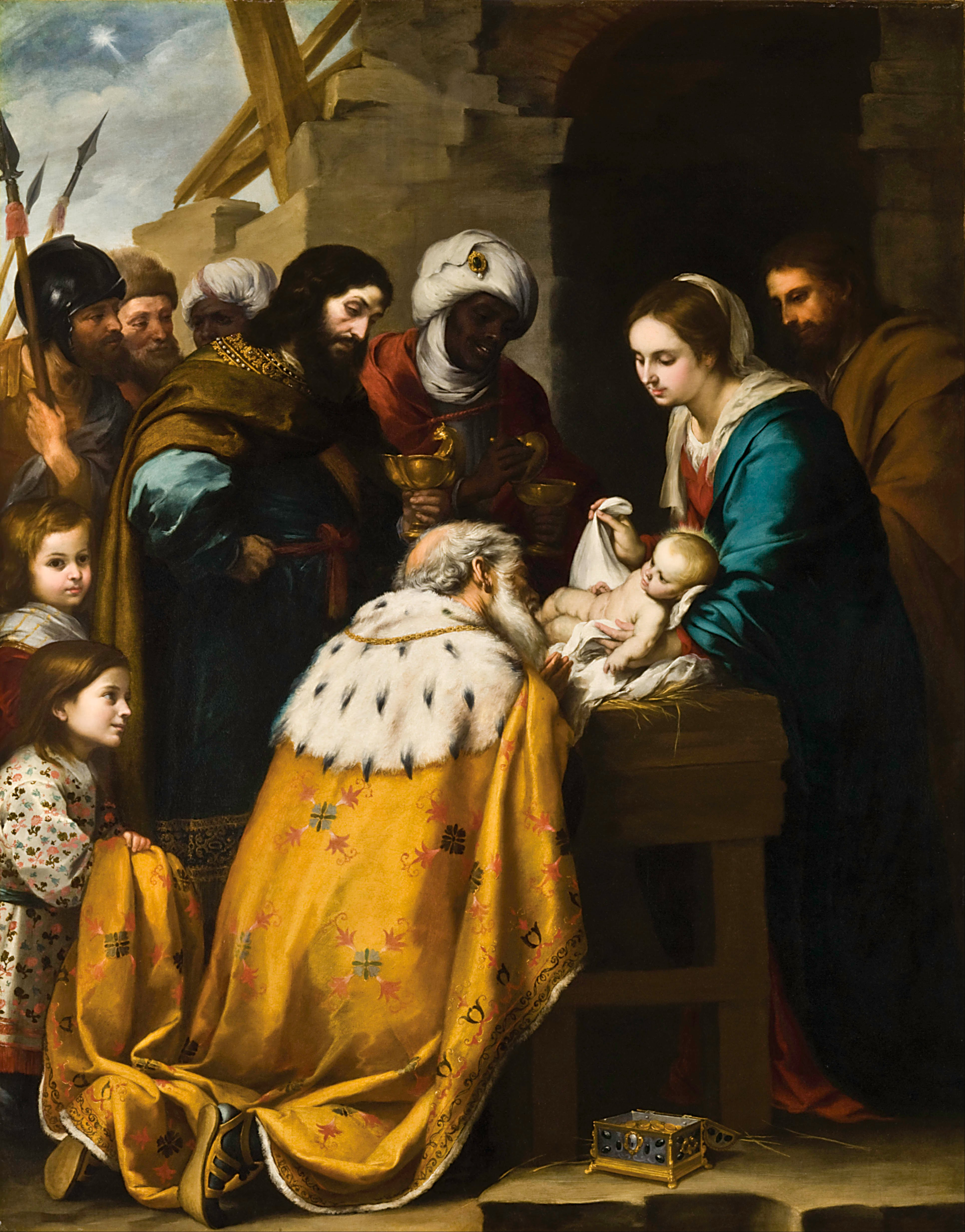
Murillo, século XVII
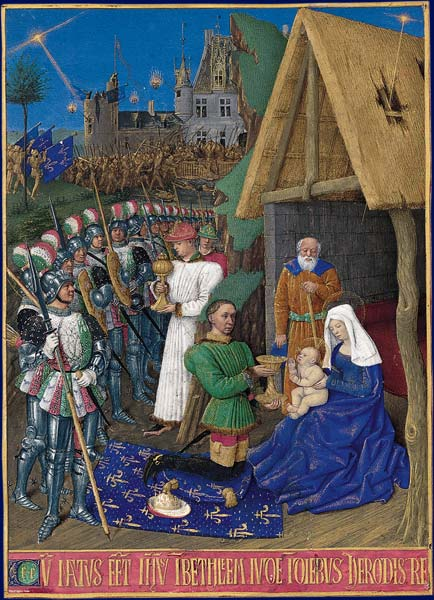
Jean Fouquet (um dos magos é o rei Carlos VII da França)
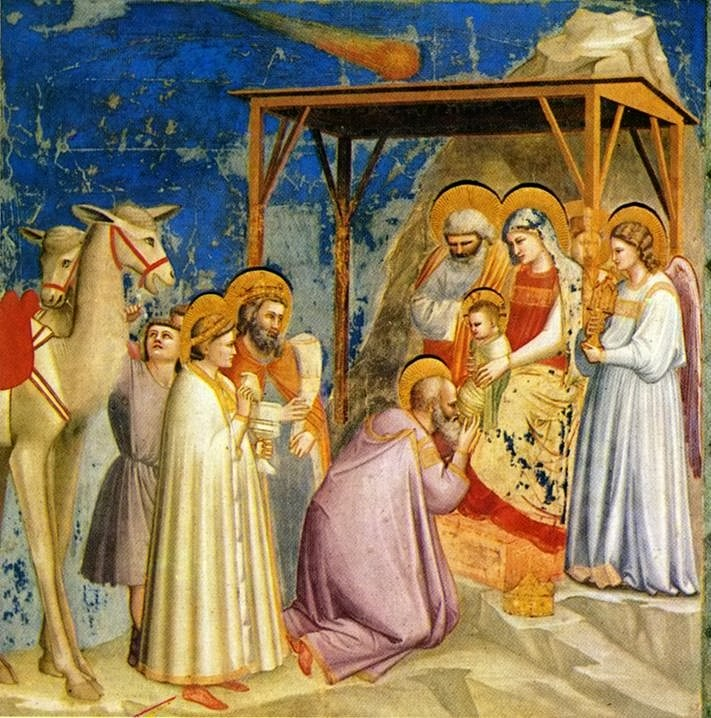
Giotto, na Capela Scrovegni
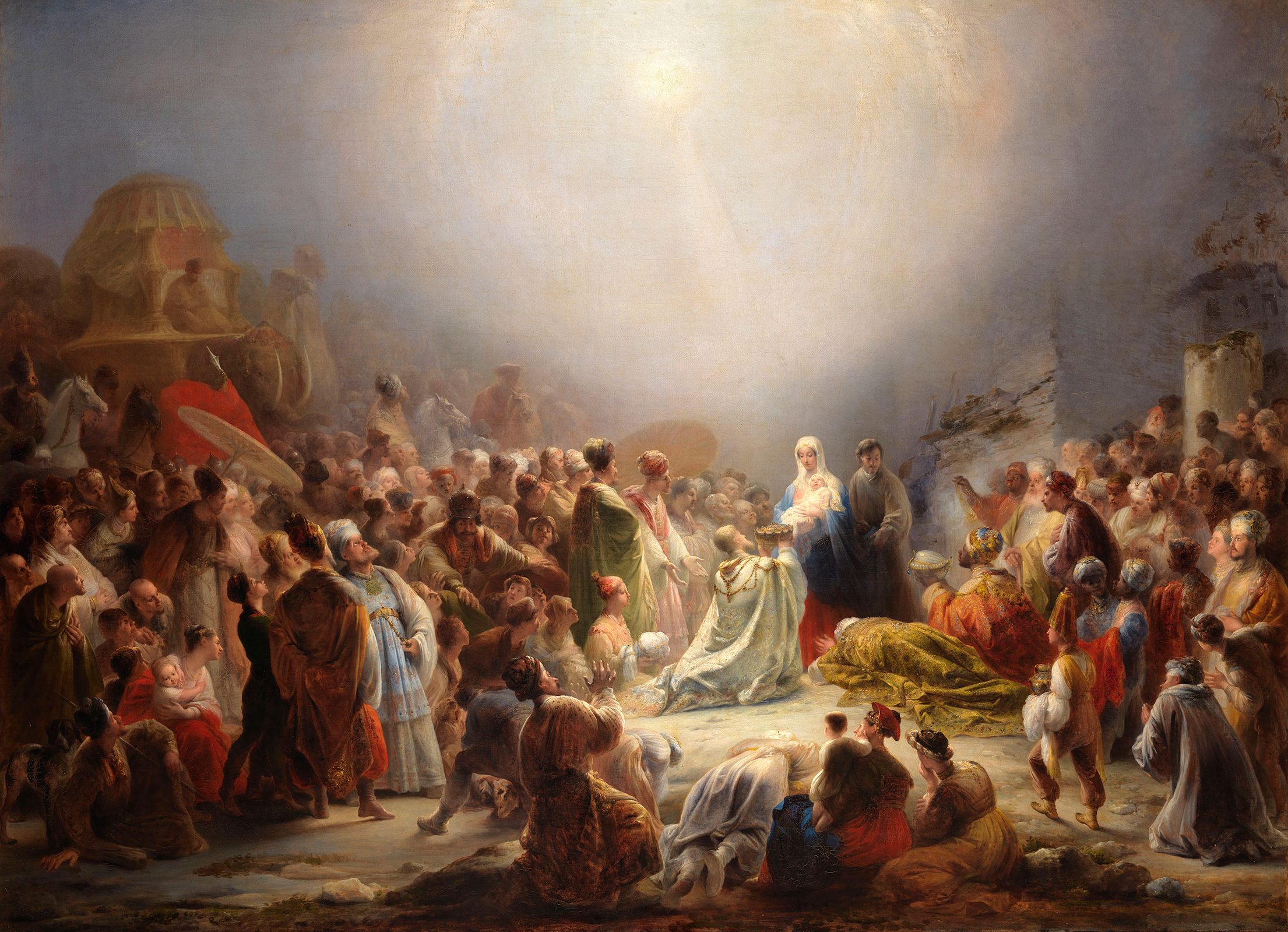
Domingos Sequeira, 1828
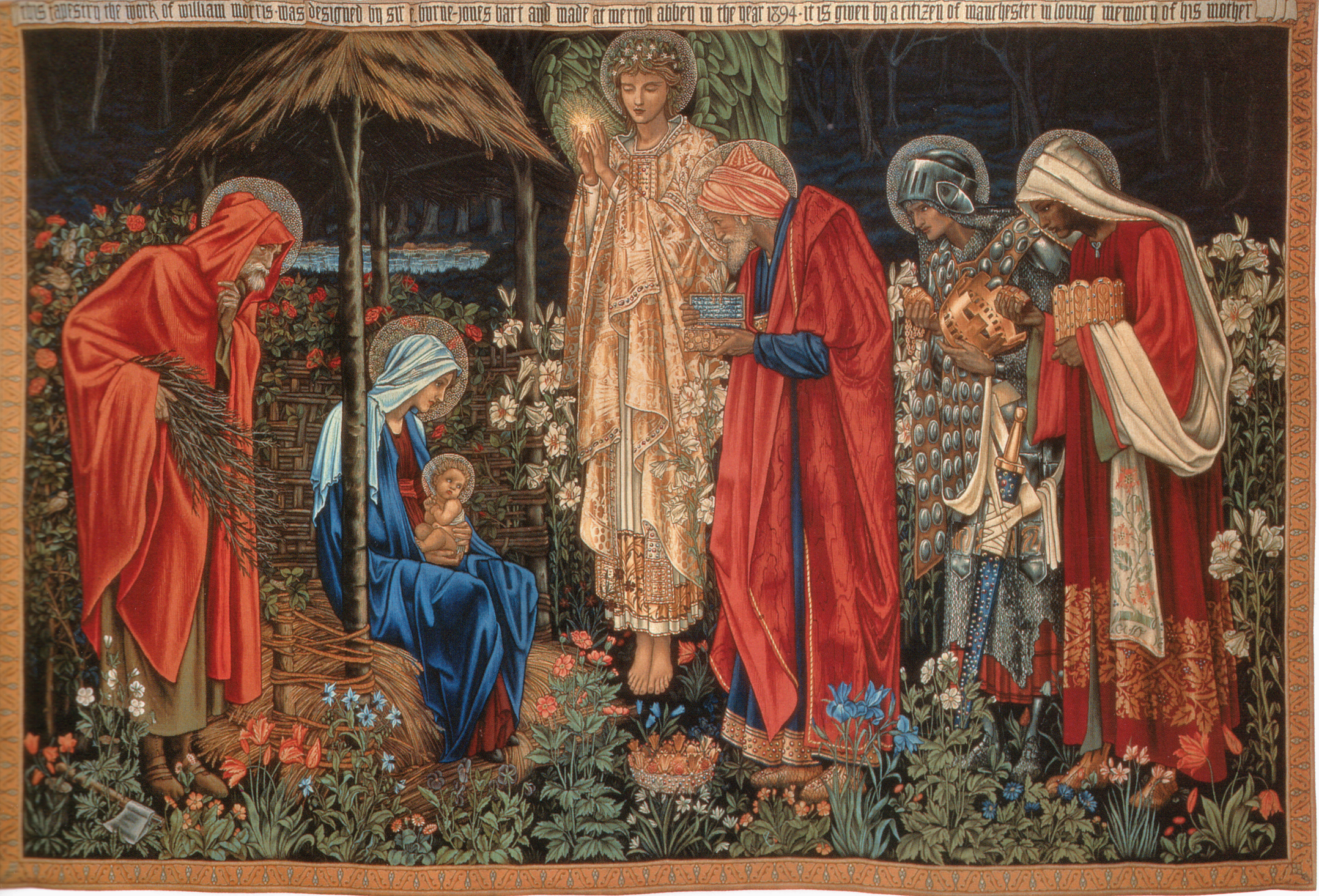
Tapeçaria de Morris & Co., 1888–1894
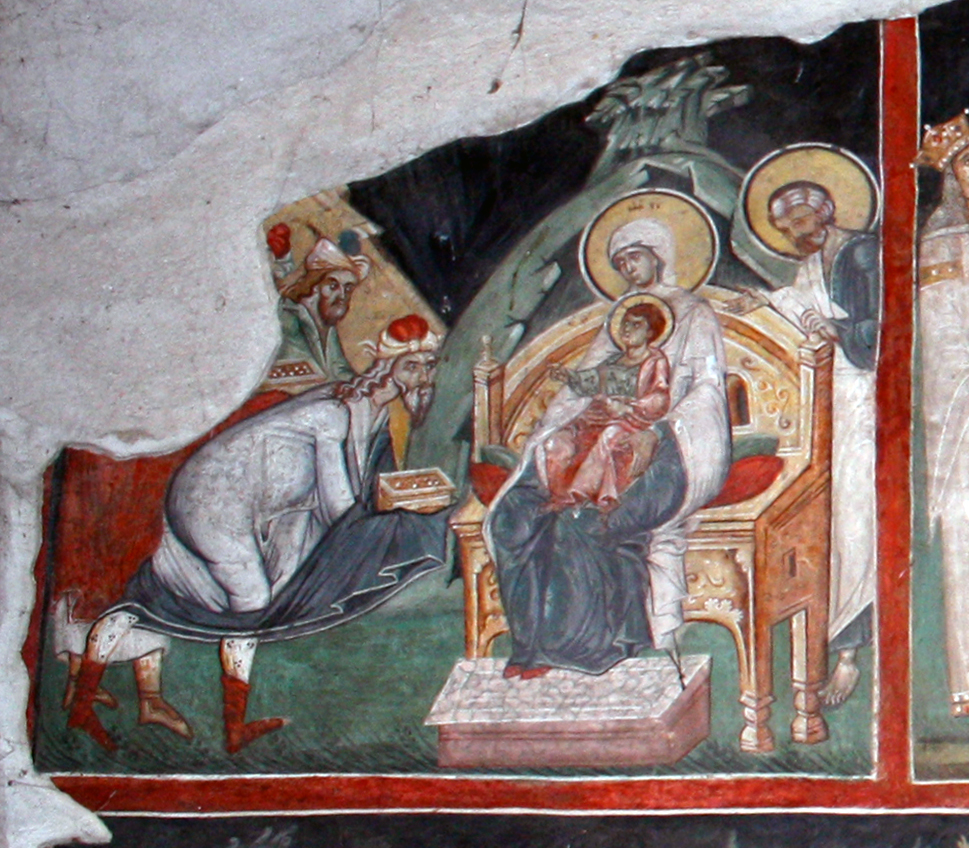
Fragmento de um afresco medieval, Mosteiro Kremikovtsi
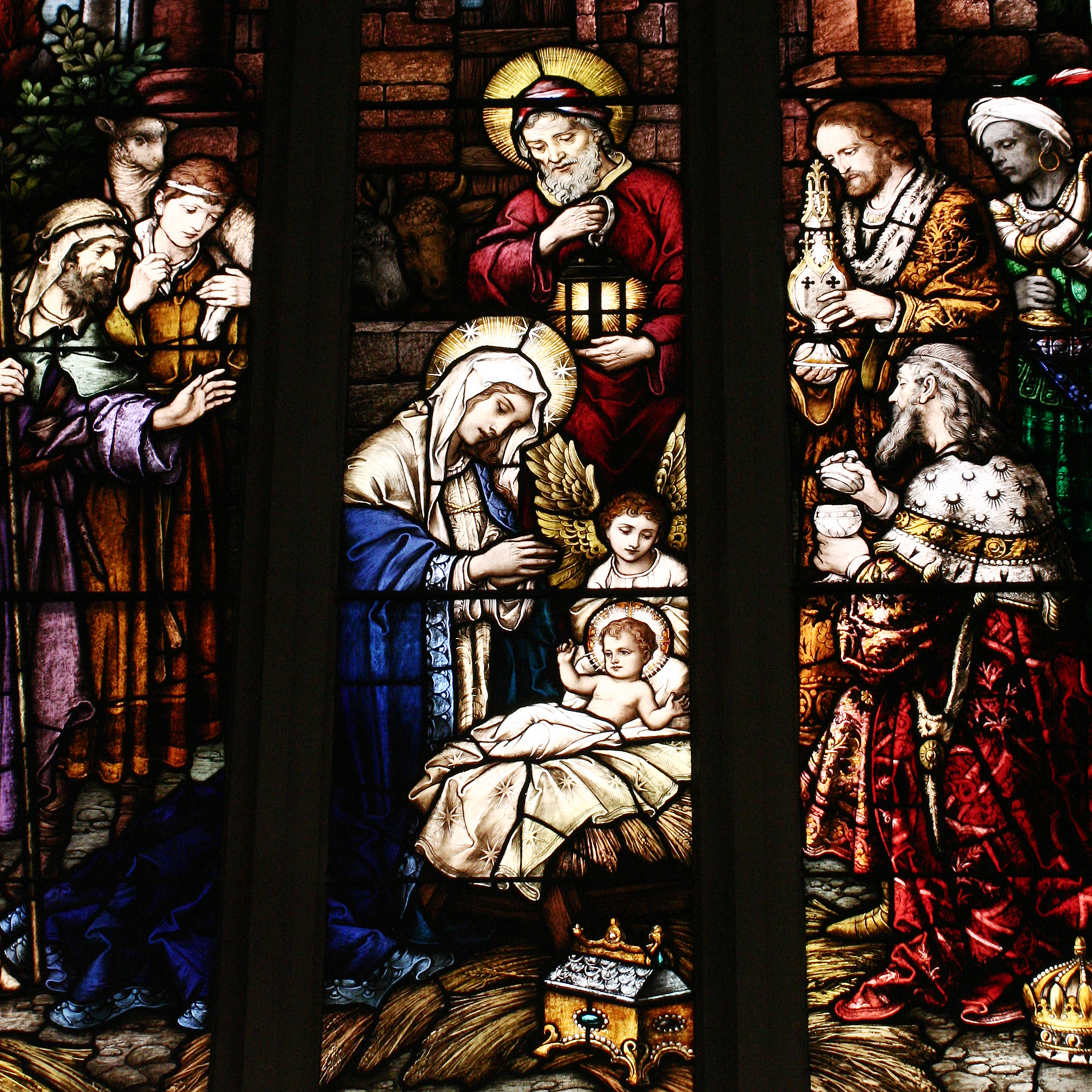
Vitral na Catedral de São Miguel (Toronto)
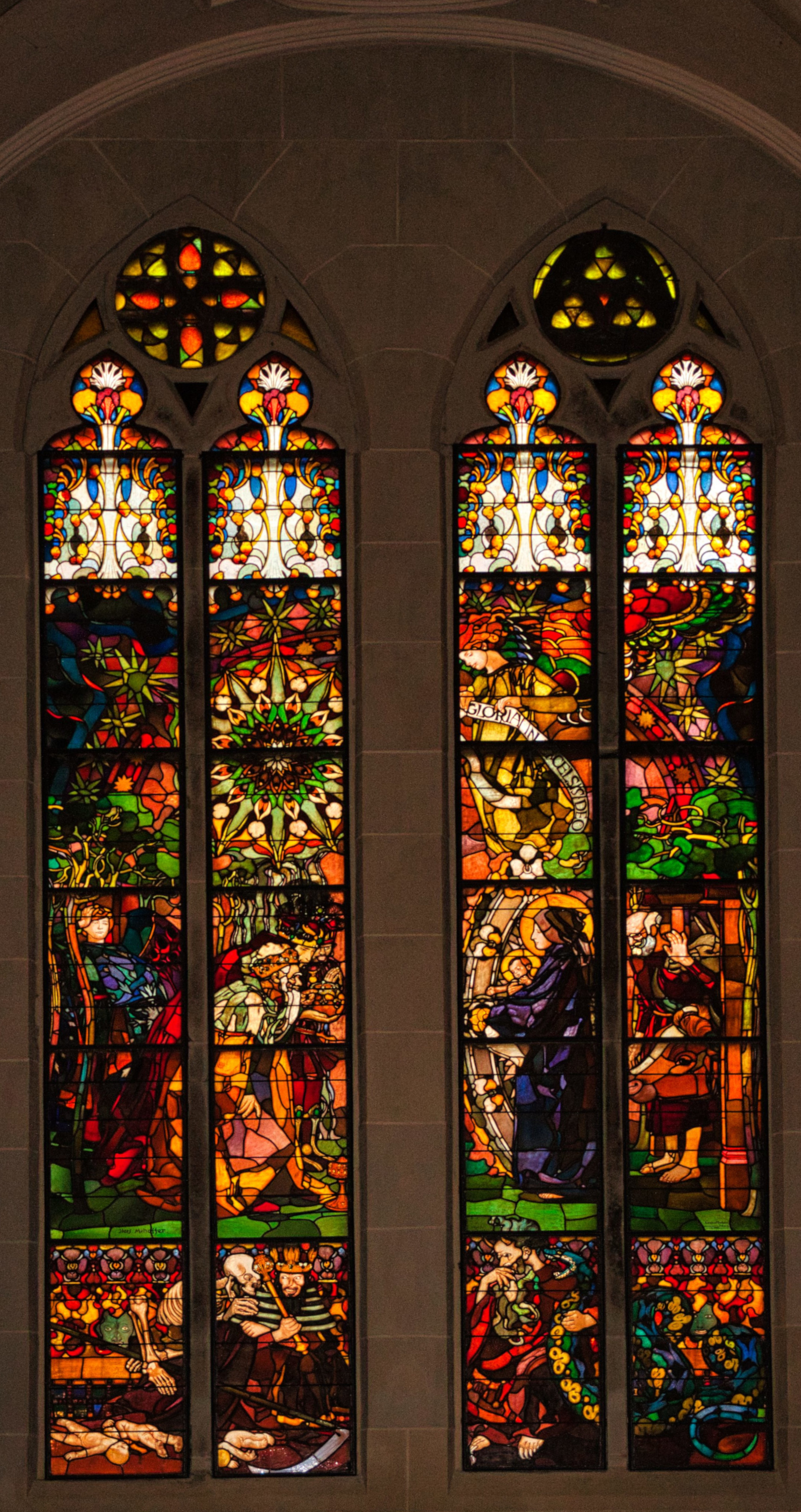
Vitral da Adoração (1902-1904), obra de Józef Mehoffer na Cathedral em Friburgo, Suíça
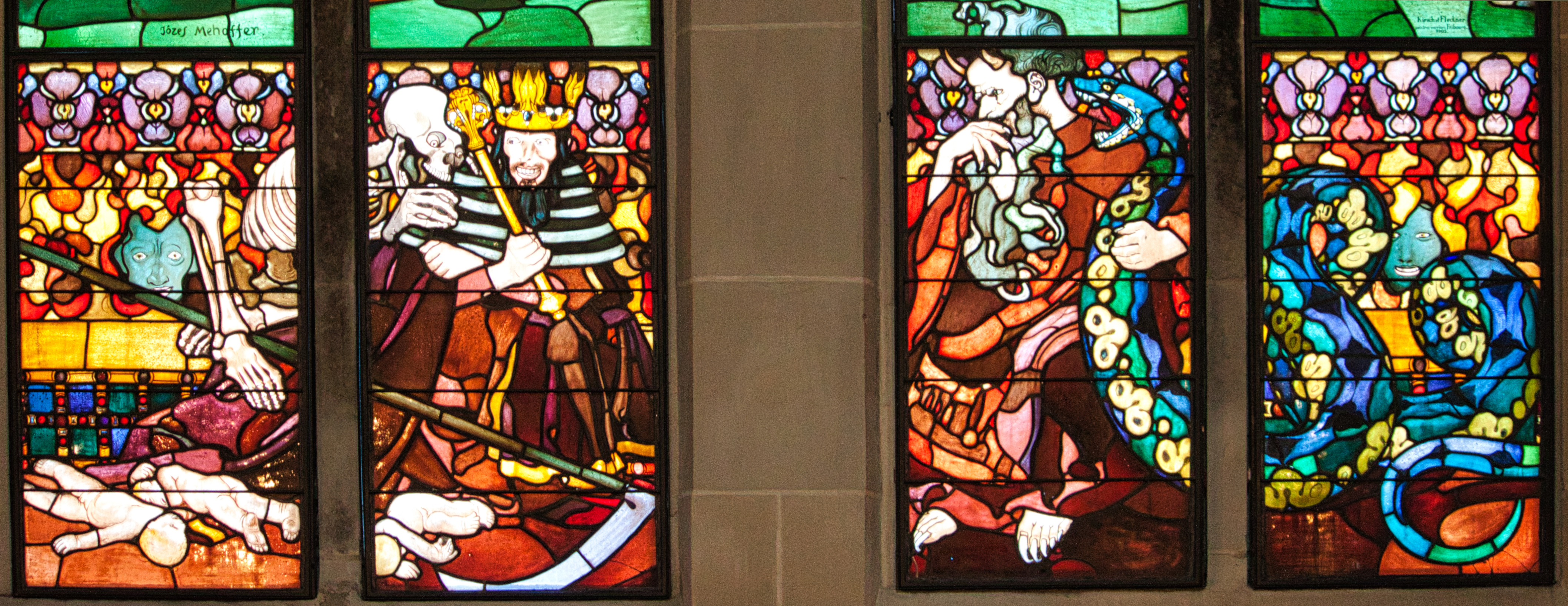
Detalhe do vitral da Adoração: Herodes e a Morte (à esquerda) e o Diabo com a Serpente (à direita), obra de Józef Mehoffer na Cathedral em Friburgo, Suíça